# Вільява
Вільява, Атаррабія (ісп. Villava, баск. Atarrabia) — муніципалітет в Іспанії, у складі автономної спільноти Наварра. Населення — 10 642 особи (2009).
Муніципалітет розташований на відстані близько 320 км на північний схід від Мадрида, 4 км на схід від Памплони.

## Демографія
Динаміка населення (INE ):

## Галерея зображень

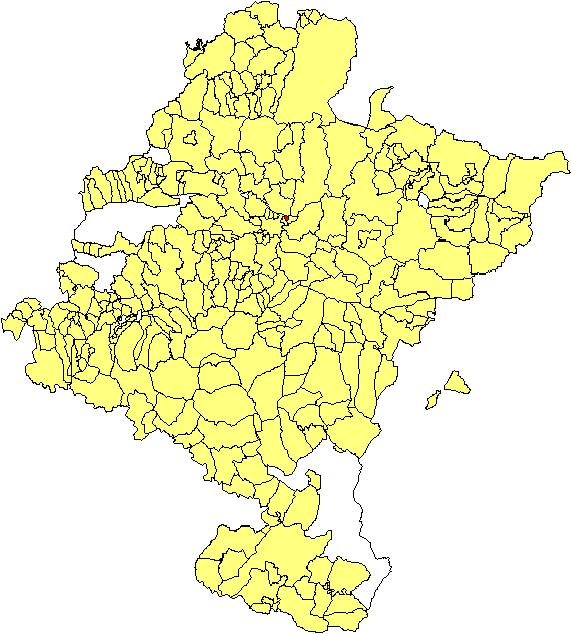
Розташування муніципалітету